# Распределение частиц по размерам
Распределение частиц по размерам гранулированного материала (англ. particle-size distribution, PSD) представляет собой список значений или математическую функцию, которая определяет относительное количество присутствующих частиц в зависимости от размера (обычно по массе).  

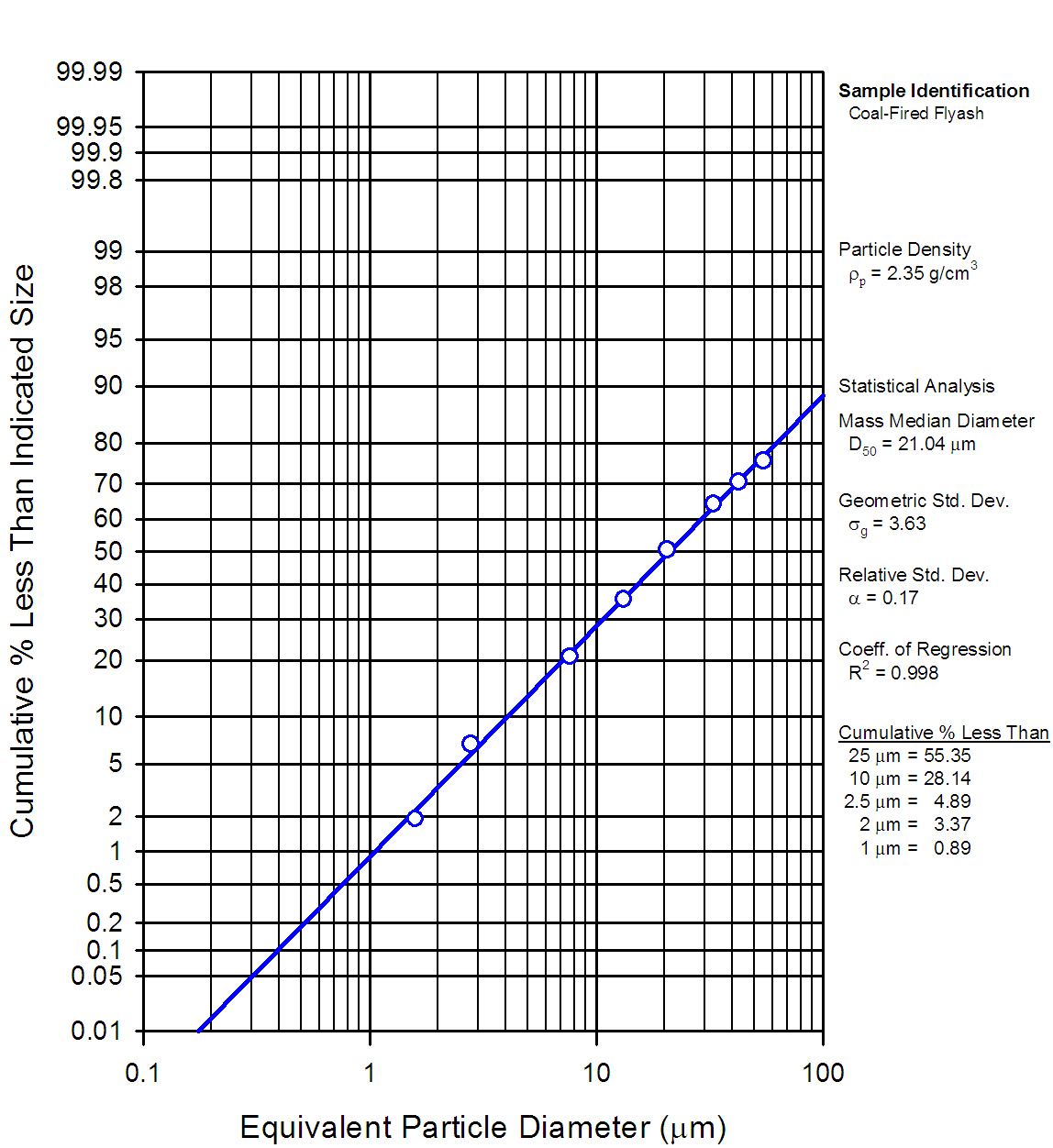
Логнормальное распределение летучей золы при сжигании угля.

## Значение
Распределение частиц по размерам гранулированного материала влияет на реакционную способность твердых веществ, участвующих в химических реакциях, и требует строгого контроля во многих промышленных продуктах, таких как производство тонера для принтеров, косметики и фармацевтических продуктов.
Распределение частиц по размеру может сильно повлиять на эффективность любого устройства.
Отстойники обычно собирают только очень крупные частицы, которые можно отделить с помощью ситчатых тарелок.
Центробежные коллекторы обычно собирают частицы размером примерно до 20 мкм. Модели с более высокой эффективностью могут собирать частицы размером до 10 мкм.
Тканевые фильтры являются одним из наиболее эффективных и экономичных типов пылесборников и могут достигать эффективности улавливания более 99% очень мелких частиц.
Мокрые скрубберы, в которых используется жидкость, широко известны как мокрые скрубберы. В этих системах промывочная жидкость (обычно вода) контактирует с газовым потоком, содержащим частицы пыли. Чем больше контакт газовых и жидкостных потоков, тем выше эффективность пылеудаления.
Электрофильтры используют электростатические силы для отделения частиц пыли от выхлопных газов. Они могут быть очень эффективными при сборе очень мелких частиц.

## Номенклатура
ρ p : Фактическая плотность частиц (г/см 3 )
ρ g : плотность матрицы газа или пробы (г/см 3 )
r 2 : Коэффициент детерминации методом наименьших квадратов. Чем ближе это значение к 1,0, тем лучше данные соответствуют гиперплоскости, представляющей взаимосвязь между переменной отклика и набором ковариатных переменных. Значение, равное 1,0, указывает, что все данные идеально вписываются в гиперплоскость.
λ: Длина свободного пробега газа (см)
D 50 : Среднемассовый диаметр (MMD). Медианный диаметр логарифмически нормального распределения. MMD считается средним диаметром частиц по массе.
σg : Геометрическое стандартное отклонение . Это значение определяется математически по уравнению:
σ г = D 84,13 /D 50 = D 50 /D 15,87
Значение σ g определяет наклон кривой регрессии методом наименьших квадратов.
α: относительное стандартное отклонение или степень полидисперсности . Это значение также определяется математически. При значениях менее 0,1 образец твердых частиц можно считать монодисперсным.
α = σ г /D 50
Ре (П) : число Рейнольдса частицы . В отличие от больших числовых значений, отмеченных для числа Рейнольдса потока, число Рейнольдса для мелких частиц в газовых средах обычно меньше 0,1.
Ре ф : Число Рейнольдса потока.
Kn: число Кнудсена частицы.

## Типы
Наиболее понятным методом определения Распределения частиц по размерам гранулированного материала является ситовой анализ, при котором порошок разделяется на сита разного размера. Таким образом, Распределение частиц по размерам гранулированного материала определяется в терминах дискретных диапазонов размеров: например, «% образца между 45 мкм и 53 мкм», когда используются сита этих размеров. Некоторые методы определения позволяют определять гораздо более узкие диапазоны размеров, чем те, которые могут быть получены при использовании сит, и применимы к размерам частиц, выходящим за пределы диапазона, доступного для сит. Однако идея условного «решета», которое «удерживает» частицы выше определенного размера и «пропускает» частицы меньше этого размера, повсеместно используется при представлении данных Распределение частиц по размерам гранулированного материала всех видов.
Распределение частиц по размерам гранулированного материала может быть выражена как анализ «диапазона», в котором количество в каждом диапазоне размеров указано по порядку. Он также может быть представлен в «кумулятивной» форме, в которой общее количество всех размеров, «удерживаемых» или «проходящих» через одно условное «решето», дается для диапазона размеров. Анализ диапазона подходит, когда ищется конкретный идеальный средний размер частиц, в то время как кумулятивный анализ используется, когда необходимо контролировать количество «меньшего» или «большего размера».
Способ выражения «размера» открыт для широкого диапазона интерпретаций. Простая трактовка предполагает, что частицы представляют собой сферы, которые просто проходят через квадратное отверстие в «решете». На практике частицы имеют неправильную форму – часто очень неравномерную, например, в случае волокнистых материалов, – и то, как такие частицы характеризуют во время анализа, очень зависит от используемого метода измерения.

## Выборка
Прежде чем определить Распределение частиц по размерам гранулированного материала, необходимо получить репрезентативную выборку. В случае, когда анализируемый материал течет, образец должен быть взят из потока таким образом, чтобы образец имел те же пропорции размеров частиц, что и поток. Лучший способ сделать это — взять много образцов всего потока за период, а не часть потока за все время.  с. 6 В случае, когда материал находится в куче, необходимо провести отбор проб совком или вором, что является неточным: в идеале образец должен быть взят, когда порошок течет к куче.  с. 10 После отбора проб объем пробы обычно необходимо уменьшить. Анализируемый материал должен быть тщательно перемешан, а образец взят с использованием методов, исключающих сегрегацию по размеру, например, с использованием вращающегося делителя  с. 5 . Особое внимание следует уделить тому, чтобы избежать потери мелких частиц во время манипуляций с образцом.

## Методы измерения

### Ситовой анализ
Ситовый анализ часто используется из-за его простоты, дешевизны и простоты интерпретации. Методы могут заключаться в простом встряхивании образца на ситах до тех пор, пока удерживаемое количество не станет более или менее постоянным. В качестве альтернативы образец можно промыть нереагирующей жидкостью (обычно водой) или продуть потоком воздуха.
Преимущества : этот метод хорошо приспособлен для сыпучих материалов. Большое количество материалов может быть легко загружено в сита. Два распространенных применения в порошковой промышленности - это мокрое просеивание измельченного известняка и сухое просеивание измельченного угля.
Недостатки : многие Распределение частиц по размерам гранулированного материала связаны с частицами, которые слишком малы, чтобы их можно было разделить просеиванием. Очень мелкое сито, например 37 мкм, чрезвычайно хрупкое, и очень трудно заставить материал пройти через него. Другим недостатком является то, что количество энергии, используемой для просеивания образца, определяется произвольно. Сверхэнергетическое просеивание вызывает истирание частиц и, таким образом, изменяет Распределение частиц по размерам гранулированного материала, в то время как недостаточная энергия не может разрушить рыхлые агломераты. 

### Анализ выноса воздуха
Материал можно отделить с помощью отмывания воздухом, в котором используется аппарат с вертикальной трубкой, через которую жидкость проходит с контролируемой скоростью. Когда частицы вводятся, часто через боковую трубку, более мелкие частицы уносятся потоком жидкости, в то время как крупные частицы оседают против восходящего потока. Если мы начинаем с малых скоростей потока, то мелкие менее плотные частицы достигают предельной скорости и текут вместе с потоком, частица из потока собирается в переливе и, следовательно, будет отделена от сырья. Скорость потока может быть увеличена для разделения диапазонов более высоких размеров. Фракции большего размера можно собирать, если перелив из первой трубы пропускают вертикально вверх через вторую трубу большего поперечного сечения, и любое количество таких труб может быть расположено последовательно.
Преимущества : объемный образец анализируется с использованием центробежной классификации, метод неразрушающий. Каждая точка отсечения может быть восстановлена для будущих химических анализов в зависимости от размера. Этот метод десятилетиями использовался в отрасли контроля загрязнения воздуха (данные использовались для проектирования устройств контроля). Этот метод определяет размер частиц в зависимости от скорости осаждения в воздушном потоке (в отличие от воды или какой-либо другой жидкости).
Недостатки : необходимо получить объемный образец (около десяти граммов). Это довольно трудоемкий аналитический метод. Фактический метод испытаний  был отозван ASME из-за устаревания. Поэтому материалы для калибровки приборов больше не доступны.

### Фотоанализ
Теперь материалы можно анализировать с помощью процедур фотоанализа . В отличие от ситового анализа, который может отнимать много времени и быть неточным, фотографирование образца измеряемых материалов и использование программного обеспечения для анализа фотографии может привести к быстрым и точным измерениям. Еще одним преимуществом является то, что материал можно анализировать, не прикасаясь к нему. Это полезно в сельском хозяйстве, так как обращение с пищевыми продуктами может привести к их загрязнению. Оборудование и программное обеспечение для фотоанализа в настоящее время используются в горнодобывающей, лесной и сельскохозяйственной отраслях по всему миру.

### Оптические методы счета

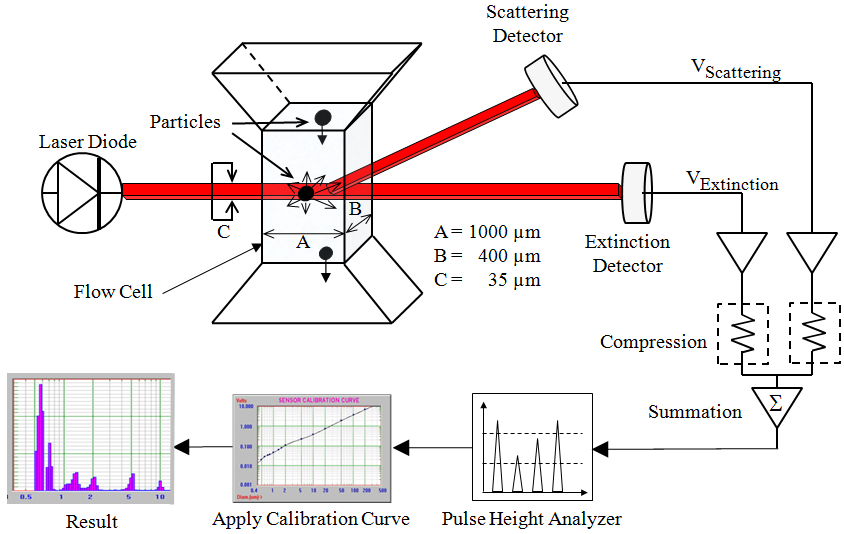
Принцип метода оптического определения размеров отдельных частиц (SPOS).

Распределение частиц по размерам гранулированного материала можно измерить микроскопически, определив размер по сетке и подсчитав, но для статистически достоверного анализа необходимо измерить миллионы частиц. Это невероятно сложно, когда делается вручную, но автоматизированный анализ электронных микрофотографий теперь коммерчески доступен. Он используется для определения размера частиц в диапазоне от 0,2 до 100 микрометров.

### Методы подсчета электросопротивления
Примером этого является счетчик Коултера, который измеряет мгновенные изменения проводимости жидкости, проходящей через отверстие, происходящие при прохождении через него отдельных непроводящих частиц. Подсчет частиц получают путем подсчета импульсов. Этот импульс пропорционален объему воспринимаемой частицы.
Преимущества : можно исследовать очень маленькие аликвоты образцов.
Недостатки : образец должен быть диспергирован в жидкой среде... некоторые частицы могут (частично или полностью) растворяться в среде, изменяя распределение по размерам. Результаты относятся только к расчетной площади поперечного сечения, которую смещает частица при прохождении через отверстие. Это физический диаметр, на самом деле не связанный с математическим описанием частиц (например, конечная скорость осаждения ).

### Методы седиментации
Они основаны на изучении конечной скорости, приобретаемой частицами, взвешенными в вязкой жидкости. Время осаждения самое большое для самых мелких частиц, поэтому этот метод полезен для размеров менее 10 мкм, но частицы субмикрометрового размера не могут быть надежно измерены из-за эффектов броуновского движения . Типичное устройство диспергирует образец в жидкости, а затем измеряет плотность колонки через определенные промежутки времени. Другие методы определяют оптическую плотность последовательных слоев с помощью видимого света или рентгеновских лучей .
Преимущества : этот метод определяет размер частиц в зависимости от скорости осаждения.
Недостатки : Образец должен быть диспергирован в жидкой среде... некоторые частицы могут (частично или полностью) растворяться в среде, изменяя распределение по размерам, что требует тщательного выбора среды для диспергирования. Плотность сильно зависит от постоянной температуры жидкости. Рентгеновские лучи не учитывают углеродные (органические) частицы. Для многих из этих инструментов может потребоваться объемная проба (например, от двух до пяти граммов).

### Методы лазерной дифракции

Принцип лазерного дифракционного анализа.

Зависят от анализа «гало» дифрагированного света, возникающего при прохождении лазерного луча через дисперсию частиц в воздухе или жидкости. Угол дифракции увеличивается по мере уменьшения размера частиц, поэтому этот метод особенно хорош для измерения размеров от 0,1 до 3000 мкм. Достижения в сложной обработке данных и автоматизации позволили этому методу стать доминирующим в промышленном определении Распределение частиц по размерам гранулированного материала. Этот метод является относительно быстрым и может выполняться на очень маленьких образцах. Особым преимуществом является то, что этот метод может генерировать непрерывные измерения для анализа технологических потоков. Лазерная дифракция измеряет распределение частиц по размерам путем измерения углового изменения интенсивности света, рассеянного при прохождении лазерного луча через образец диспергированных частиц. Крупные частицы рассеивают свет под малыми углами относительно лазерного луча, а мелкие частицы рассеивают свет под большими углами. Затем данные об интенсивности углового рассеяния анализируются для расчета размера частиц, ответственных за создание картины рассеяния, с использованием теории Ми или приближения рассеяния света Фраунгофера . Размер частиц указывается как объемный эквивалент диаметра сферы.

### Время затенения лазером» (LOT) или «Время перехода» (TOT)
Сфокусированный лазерный луч вращается с постоянной частотой и взаимодействует с частицами в среде образца. Каждая случайно сканируемая частица затеняет лазерный луч для своего специального фотодиода, который измеряет время затенения.
Время затемнения напрямую связано с диаметром частицы с помощью простого принципа расчета умножения известной скорости вращения луча на непосредственно измеренное время затемнения (D=V*t).

### Акустическая спектроскопия или спектроскопия ослабления ультразвука
Вместо света этот метод использует ультразвук для сбора информации о частицах, рассеянных в жидкости. Дисперсные частицы поглощают и рассеивают ультразвук подобно свету. Это стало известно с тех пор, как лорд Рэлей разработал первую теорию рассеяния ультразвука и опубликовал книгу «Теория звука» в 1878 году.  В 20 веке были опубликованы сотни статей, изучающих распространение ультразвука через частицы жидкости.  Оказывается, вместо измерения рассеянной энергии в зависимости от угла, как в случае со светом, в случае ультразвука лучше измерять переданную энергию в зависимости от частоты . Полученные частотные спектры затухания ультразвука являются исходными данными для расчета распределения частиц по размерам. Его можно измерить для любой жидкостной системы без разбавления или другой подготовки проб. Это большое преимущество данного метода. Расчет гранулометрического состава основан на хорошо проверенных теоретических моделях до 50 % объема дисперсных частиц в микронном и нанометровом масштабе. Однако по мере увеличения концентрации и приближения размеров частиц к наномасштабу традиционное моделирование уступает место необходимости включения эффектов реконверсии поперечной волны, чтобы модели точно отражали реальные спектры затухания. 

### Измерения выбросов загрязняющих веществ в атмосферу
Каскадные импакторы – твердые частицы удаляются из источника изокинетически и разделяются по размеру в каскадном импакторе в точке отбора проб в условиях температуры, давления и т. д. Каскадные импакторы используют принцип инерционной сепарации для разделения по размеру образцов частиц из газового потока, насыщенного частицами. Массу каждой крупной фракции определяют гравиметрически. Калифорнийский совет по воздушным ресурсам Метод 501  в настоящее время является наиболее широко распространенным методом испытаний для измерения распределения выбросов по размерам частиц.

## Математические модели

### Распределения вероятностей
- Логарифмически нормальное распределение часто используется для аппроксимации распределения размеров частиц аэрозолей, водных частиц и пылевидного материала.
- Распределение Вейбулла или распределение Розина-Раммлера является полезным распределением для представления распределения размера частиц, возникающего в результате операций измельчения, помола и дробления .
- Лог-гиперболическое распределение было предложено Bagnold и Barndorff-Nielsen [9] для моделирования гранулометрического состава природных отложений. Эта модель страдает от неуникальных решений для диапазона коэффициентов вероятности.
- Косая логарифмическая модель Лапласа была предложена Филлером, Гилбертсоном и Ольбрихтом [10] как более простая альтернатива логарифмически гиперболическому распределению.

#### Распределение Розина – Раммлера
Распределение Вейбулла, теперь названное в честь Валодди Вейбулла, было впервые определено Fréchet (1927) и впервые применено Rosin & Rammler (1933) для описания распределения частиц по размерам. Он по-прежнему широко используется при переработке полезных ископаемых для описания распределения частиц по размерам в процессах измельчения .
{\displaystyle f(x;P_{\rm {80}},m)={\begin{cases}1-e^{\ln \left(0.2\right)\left({\frac {x}{P_{\rm {80}}}}\right)^{m}}&x\geq 0,\\0&x<0,\end{cases}}}
куда
{\displaystyle x} : Размер частицы
{\displaystyle P_{\rm {80}}} : 80-й процентиль распределения частиц по размерам
{\displaystyle m} : Параметр, описывающий распространение распределения.
Обратное распределение определяется как:
{\displaystyle f(F;P_{\rm {80}},m)={\begin{cases}P_{\rm {80}}{\sqrt[{m}]{\frac {\ln(1-F)}{\ln(0.2)}}}&F>0,\\0&F\leq 0,\end{cases}}}
куда
{\displaystyle F} : Массовая доля

##### Оценка параметров
Параметры распределения Розина–Раммлера можно определить, приведя функцию распределения к виду 
{\displaystyle \ln \left(-\ln \left(1-F\right)\right)=m\ln(x)+\ln \left({\frac {-\ln(0.2)}{(P_{\rm {80}})^{m}}}\right)}
Следовательно, наклон линии на графике
{\displaystyle \ln \left(-\ln \left(1-F\right)\right)} против {\displaystyle \ln(x)}
дает параметр {\displaystyle m} и {\displaystyle P_{\rm {80}}} определяется заменой на
{\displaystyle P_{\rm {80}}=\left({\frac {-\ln(0.2)}{e^{intercept}}}\right)^{\frac {1}{m}}}

## Внешние ссылки
- Бесплатная экспертная система для подбора методик размерного анализа
- Набор инструментов Matlab для интеграции и калибровки данных о размерах частиц из нескольких источников.